# خانقاه شیخ
خانقاه شیخ(به کردی: خانەقای شێخ، Xaneqay şêx) روستایی از توابع بخش زیویه در شهرستان سقز است که در استان کردستان ایران قرار دارد.

## جمعیت
این روستا در دهستان صاحب واقع شده و براساس سرشماری سال ۱۳۸۵، جمعیت آن ۹۳ نفر (۱۸ خانوار) بوده‌است.